# منحنى التعلم
 منحنى التعلم  هو تمثيل رسومي لمعدل تغير التعلم (لدى الشخص المتوسط) لنشاط أو أداة معينة. وفي العادة فإن الزيادة في حفظ المعلومات يشتد بعد المحاولات الأولى ومن ثم يتساوى تدريجياً مفيداً بأن حفظ معلومة جديدة يتناقص شيئاً فشيئاً بعد كل تكرار.
بلمحة واحدة يمكن لمنحنى التعلم أيضاً أن يوضح الصعوبة المبدئية لتعلم شيء ما وإلى أي حد يمكن التعلم بعد التعرف الأولي وذلك بدرجة معينة. فعلى سبيل المثال، يعتبر برنامج ويندوز «المفكرة» بسيطاً للغاية في تعلمه لكنه لا يوفر فرصاً كبيرة للاستمرار في التعلم بعد ذلك. بينما وعلى الجهة المقابلة يعد محرر يونكس الطرفي إيماكس صعباً في تعلمه لكنه يقدم مجموعة كبيرة من المميزات لإتقانها بعد تعلم المستخدم طريقة عمله. قد يكون من السهل تعلم شيء ما لكن يتعسر إتقانه ويصعب تعلمه بقليل من الجهد بعد هذه الخطوة.

## منحنى التعلم في علم النفس والاقتصاد
يعتبر هرمان ايبنجهاوس أول شخص شرح منحنى التعلم وكان ذلك في عام 1885. فقد توصل إلى أن الوقت اللازم لتذكر كلمة لا معنى لها يزداد بشكل كبير بزيادة عدد مقاطع الكلمة. قدم الأخصائي النفسي آرثر بيلز شرحاً أكثر تفصيلاً لمنحنيات التعلم عام 1934 كما ناقش خصائص الأنواع المختلفة منها مثل منحنى التسارع السلبي ومنحنى التسارع الإيجابي ومنحنى الهضبة ومنحنى المضلع التكراري التراكمي. في 1936 وصف ثيودور بول رايت أثر التعلم على إنتاجية العمل في صناعة الطائرات واقترح نموذجاّ رياضياً لمنحنى التعلم.
وبشكل عام فإن التعلم الاقتصادي للإنتاجية والكفاءة يتبع نفس أنواع منحيات الخبرة وله آثار ثانوية مثيرة للاهتمام. من الممكن اعتبار تحسين الكفاءة والإنتاجية منظومة كاملة أو عمليات تعلم صناعي أو اقتصادي وكذلك بالنسبة للأفراد. ويتمثل النمط العام في التسارع ومن ثم التباطؤ بمجرد الوصول لمستوى يمكن تحقيقه عملياً في تحسين المنهجية. ومن المفارقات أن أثر خفض استخدام الجهد والموارد المحلية عن طريق أساليب التعلم المطورة غالباً ما يكون له تأثير كامن معاكس على النظام التالي ذا النطاق الأوسع، وذلك عن طريق تسهيل توسعه أو نموه الاقتصادي كما تمت مناقشته في متناقضة جيفونز في الثمانينيات من سنة ألف وثمانمئة وتحديثه في فرضية كازووم بروكز في الثمانينيات من عام ألف وتسعمئة.

## تفسيرات أوسع لمنحنى التعلم
تم طرح مصطلح " منحنى التعلم " بادئ الأمر في علم النفس التربوي وعلم النفس السلوكي ومع مرور الوقت اكتسب المصطلح تفسيرات أوسع وأصبح غالباً ما يطلق عليه تعبيرات متنوعة بالتبادل مثل " منحنى الخبرة " ومنحنى التحسن"و " منحنى تحسن الكلفة" و" منحنى التقدم " و" التقدم الوظيفي " و"منحنى البدء" و" منحنى الكفاءة". ويميل الاقتصاد للتركيز على معدلات " التنمية " التي تشير لعملية التعلم كنظام كامل مع تفاوت معدلات التقدم. وعند الحديث بشكل عام فإن جميع أنواع التعلم تُظهِر تغيراً تدريجياً مع مرور الوقت لكنها ترسم منحنى بشكل S الذي يأخذ هيئات مختلفة اعتماداً على المقياس الزمني للملاحظة. كما أنه أيضاً أصبح الآن مرتبط بنظرية التطور للتوازن المتقطع وغيرها من أنواع التغير الثوري في النظم المركبة بشكل عام، المرتبطة بالابتكار والسلوك التنظيمي وإدارة مجموعة التعلم، ضمن غيرها من المجالات. ويبدو أن هذه العمليات لشكل جديد ناشئ بسرعة تحدث عن طريق التعلم المركب بداخل الأنظمة نفسها، التي عندما يمكن ملاحظتها، تعرض منحنيات لمعدلات التغير التي تتسارع وتتبآطأ.

## مصطلحات شائعة
قد يشير المصطلح المألوف «منحنى التعلم الحاد» إلى أحد جانبين لنمط يكون فيه معدل الهامشية لاستثمار مورد مطلوب منخفضاً في البداية، بل ربما متناقصاً في أولى مراحله المبكرة، لكنه في نهاية المطاف يرتفع بلا قيود.
وقد ركزت الاستعمالات المبكرة للاستعارة على الجانب الإيجابي للنمط، أي القدرة الكامنة على تحقيق التقدم السريع في التعلم (التي يتم قياسها على سبيل المثال بدقة الذاكرة أو عدد المحاولات المطلوبة لتحقيق نتيجة مرجوة) في المرحلة التمهيدية أو الابتدائية. لكن ومع مرور الوقت أصبحت الاستعارة تستخدم بشكل أكبر للتركيز على الجانب السلبي للنمط، أي صعوبة التعلم مرة واحدة والتي يواجهها الشخص خارج أساسيات الموضوع.
في الحالة الأولى، فإن استعارة «الحدة» مستوحاة من المعدل المرتفع للزيادة في البداية الذي أظهرته الدالة المميِّزة للكم الإجمالي الذي تم تعلمه مقابل إجمالي الموارد المستثمرة أو بتعبير رياضي (مقابل الزمن الذي يكون فيه استثمار المورد لكل وحدة زمنية ثابت)، أي القيمة المطلقة الإيجابية العالية في البداية للمشتق الأول لتلك الدالة. أما في الحالة الثانية فالاستعارة مستوحاة من السلوك النهائي للنمط، مثل سلوكه عند قيم عالية من إجمالي الموارد المستثمرة (أو من إجمالي الزمن المستثمر حينما يكون استثمار المصدر لكل وحدة زمنية ثابت)، أي وبعبارة أخرى المعدل المرتفع للزيادة في استثمار المورد المطلوب في حال تعلم العنصر التالي، وهي القيمة المطلقة النهائية التي دائماً ما تكون عالية ودائماً ما تكون إيجابية والتي لا يكون فيها المشتق الأول لتلك الدالة في حالة انخفاض في النهاية. في المقابل فإن هذه الخصائص للدالة الأخيرة تملي بأن يكون لدى الدالة، التي تقيس معدل التعلم لكل وحدة مورد مستثمرة (أو لكل وحدة زمنية يكون فيها استثمار المصدر لكل وحدة زمنية ثابت)، خط تقارب أفقي عند الصفر، وبالتالي يتزايد الكم الإجمالي الذي تم تعلمه، في الوقت الذي لا «يتهضّب» أو يتراجع فيه، شيئاً فشيئاً باستثمار المزيد والمزيد من المصادر.
أدى هذا التباين في التوكيد إلى الارتباك والاختلافات حتى بين الأشخاص المتعلمين.

## نماذج منحنى التعلم
اقرأ أيضاً: منحنيات التعلم
تقدم صفحة " نماذج لمنحنى التعلم والخبرة " نقاشاً أكثر حول النظرية الرياضية التي تصورهم كعمليات حتمية، وتزود بمجموعة جيدة من الأمثلة التجريبية لكيفية تطبيق هذا الأسلوب.

## حدود التعلم العامة
ترتبط منحيات التعلم بشكل عام، والتي تسمى بمنحنيات الخبرة أيضاً، بمجال واسع جداً متعلق بالحدود الطبيعية للموارد والتقنيات. وعموماً فإن مثل هذه الحدود تعرض نفسها كعوامل تزيد التعقيدات والتي تبطئ من تعلم كيفية عمل الأشياء بطريقة أكثر كفاءة، مثل الحدود المعروفة جداً لإتقان عملية أو منتج ما أو لضبط القياسات. وتوافق هذه الخبرات العملية توقعات القانون الثاني للديناميكا الحرارية بخصوص حدود خفض الهدر بشكل عام. يوافق الاقتراب من حدود إتقان الأشياء لإزالة الهدر جهداً متزايداً بشكل هندسي لتحقيق التقدم، كما يوفر قياساً بيئياً لجميع العوامل المرئية وغير المرئية المغيرة لتجربة التعلم. أصبح إتقان الأمور أكثر صعوبة من السابق على الرغم من الجهود المتزايدة وبالرغم من النتائج المتواصلة الإيجابية، التي لم تتراجع أبداً. ويظهر نفس النوع من التقدم البطيء بسبب التعقيدات في التعلم أيضاً في حدود التقنيات النافعة والتسويق المربح المطبق على إدارة دورة حياة المنتج و دورات تطوير البرمجيات. وتوجد قطاعات السوق المتبقية أو الكفاءات الكامنة المتبقية أو الكفاءات على التوالي في هيئات أقل ملائمة.
تتبع منحيات الكفاءة والتنمية في العادة عملية ذات مرحلتين تكون فيها الأولى ذات خطوات أكبر مع إيجاد الأشياء أكثر سهولة، متبوعة بمرحلة تكون فيها الخطوات أصغر مع إيجاد الأشياء أصعب. ويَظهَر ذلك في دفعات من التعلم تلي تقدمات معرفية تسهل عملية التعلم متبوعة باجتماع عدد من العقبات تجعل التعلم أصعب من قبل وقد تصل به إلى نقطة توقف.
- الحدود الطبيعية : تُعنَى أحد الدراسات الأساسية في المجال بخفض العائدات على الاستثمارات بشكل عام، سواء كانت حسية أو مادية، مشيرة إلى حدود كامل النظام لتنمية الموارد أو غيرها من الجهود. وقد يكون من أكثر ما تمت دراسته عائد الطاقة على الطاقة المستثمرة ((EROEI، الذي نوقش بالتفصيل في مقال «موسوعة الأرض» وفي مقال «برميل النفط» وفي سلسلة  تعرف أيضاً بمنحنيات هوبيرت . تعتبر الطاقة التي نحتاجها لإنتاج الطاقة قياساً للصعوبة التي نواجهها في تعلم كيفية جعل موارد الطاقة المتبقية مفيدة بالنسبة للجهد المبذول. وقد واجهت عائدات الطاقة على الطاقة المستثمرة تراجعاً مستمراً لبعض الوقت وذلك بسبب محدودية الموارد الطبيعية مع تزايد الاستثمار. تعد الطاقة المورد البيئي وموردنا الرئيس على حد سواء من أجل تنفيذ الأمور. والغرض من خفض العائدات يتضح عندما يجعل الاستثمار المتزايد المصدر أكثر تكلفة. وبمجرد الوصول للحدود الطبيعية تكون المصادر السهلة الاستخدام قد استنفدت فنحتاج حينها لاستخدام المصادر الأكثر تعقيداً عوضاً عنها. وكإشارة بيئية يدل الانخفاض المستمر لعائد الطاقة على الطاقة المستثمرة على الاقتراب من حدود كامل النظام في قدرتنا على تنفيذ الأمور.
- الحدود الطبيعية المفيدة : يقيس «عائد الطاقة على الطاقة المستثمرة» العائد على الجهد المستثمر كنسبة تمثل ع/م أو تقدم التعلم ، ويقيس عكسه م/ع صعوبة التعلم. ويكمن الفرق البسيط بينهما في أنه إذا اقترب ع من الصفر فإن ع/م سيصبح كذلك أيضاً لكن م/ع سيقترب من اللانهاية. عندما تظهر تعقيدات تحد من عملية التعلم فإنه سيتم الاقتراب من حد العائدات النافعة، ع ن، وع-ع ن سيصل للصفر. وتقترب صعوبة التعلم المفيد م/(ع-ع ن) من اللانهاية عندما تجعل المهام المتزايدة الصعوبة الجهد غير مثمر. ويتم الوصول لتلك النقطة عند خط تقارب رأسي، في نقطة معينة من الزمن، والتي يمكن تأخيرها من خلال الجهد الغير مستدام فقط. فهي تحدد النقطة التي تم فيها عمل ما يكفي من استثمار وتكون المهمة قد أنجزت، وغالباً ما يخطط لأن تكون هي ذاتها عند اكتمال المهمة. أما بالنسبة للمهام غير المخططة فقد تكون إما متوقعة أو تم اكتشافها بغتة. يتأثر مقياس الفائدة، ع م، بتعقيد الاستجابات البيئية التي يمكن قياسها فقط عند حدوثها ما لم يتم التنبؤ بها.

## معرض صور

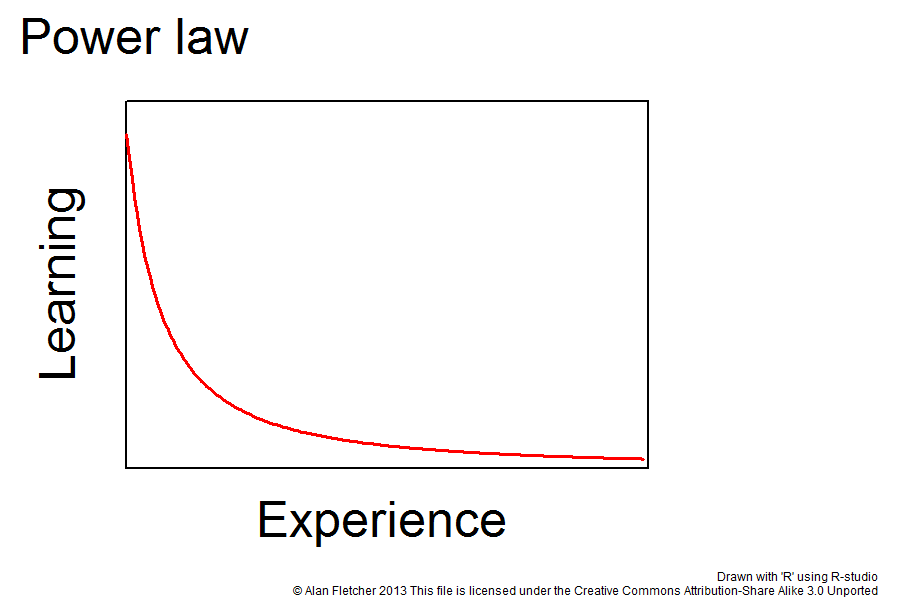
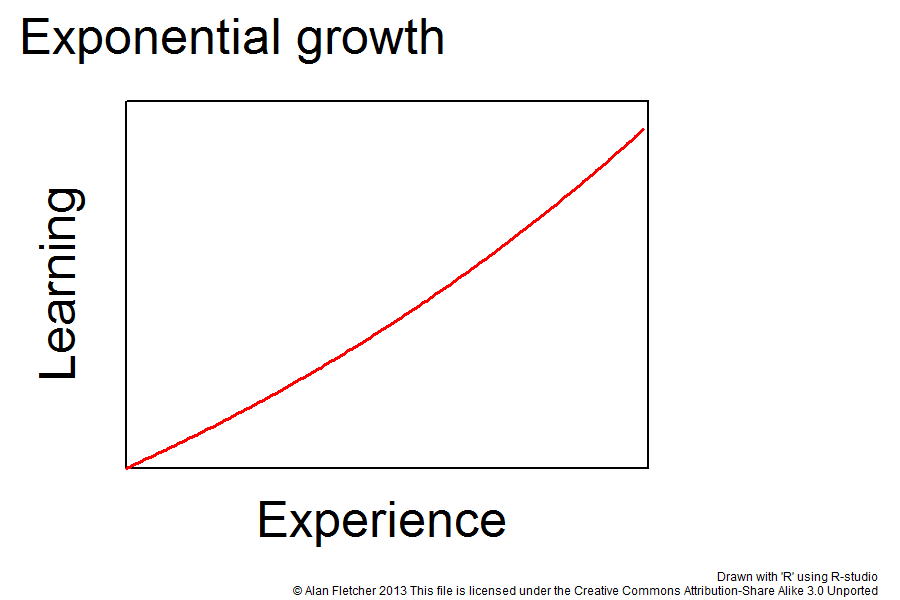
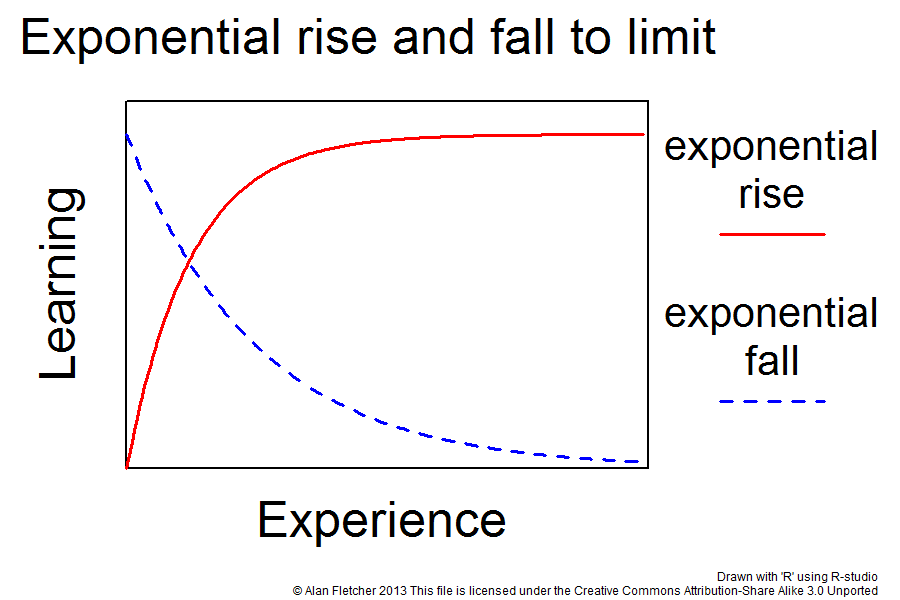
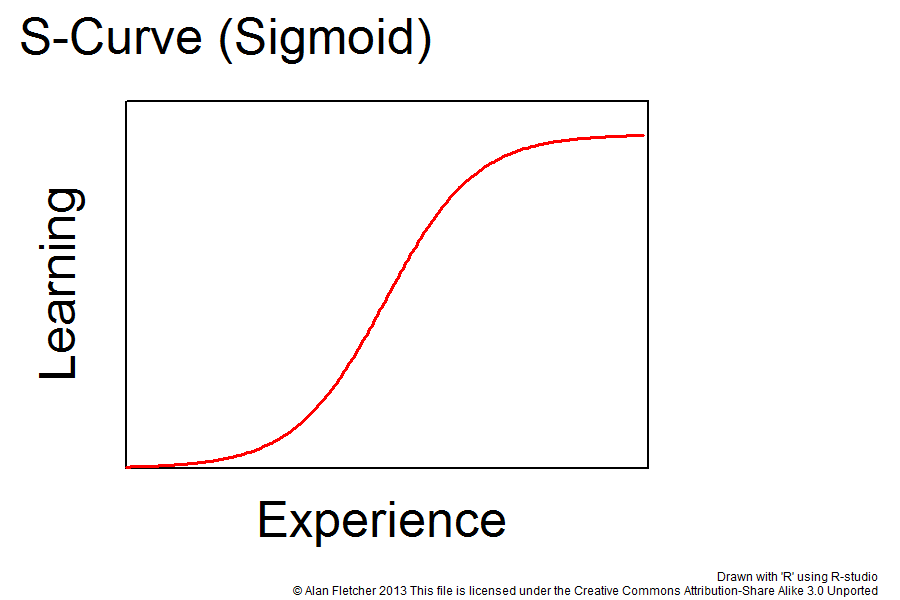

## اقرأ أيضًا
- منحنى النسيان
- التعلم
- النمو السكاني
- بحث تربوي

## وصلات خارجية
- منحنى التعلم